# 卓球レポート
卓球レポートは、タマスが運営する卓球情報専門のウェブメディア。また、同名で2018年3月20日まで発行されていた卓球専門の月刊誌。

## 主な歴史と概要
卓球レポートは、バタフライブランドで卓球用品を製造販売する「タマス」の創業者である田舛彦介が1957年9月に創刊した卓球専門誌。2017年10月に誌面の発行を休刊することを発表し、2018年4月号（3月20日発行）をもって休刊した。
月刊誌の休刊後は、2012年3月に開設していたウェブサイト「卓レポ.com」を通じて、卓球情報を発信する方式に移行した。その後、2018年12月にウェブサイトを「卓球レポート」にリニューアルし、タマスのウェブサイトである「バタフライ・ホームページ」のコンテンツとして編成されている。。

## ウェブメディアとしての卓球レポート
ウェブメディアに移行した卓球レポートは、月刊誌時代の「強くなる卓球専門誌」というコンセプトを受け継ぎ、卓球の大会情報やニュース、卓球の技術や戦術、トップ選手のインタビューなどで構成されている。
ウェブサイトでの情報発信に加え、X（ツイッター）を活用して世界卓球や全日本卓球といった主要大会の試合速報、卓球界のトピックスなどの最新情報を第一報として速報的に配信することが増えている。
また、バタフライのYouTubeチャンネルを用いて、トップ選手の技術解説やインタビュー、主要大会のダイジェスト動画などを配信を行っている。
ウェブサイトおよびSNSの主要コンテンツは、概ね次の通り。
- 大会情報
- 戦術・技術
- インタビュー
- トピックス
- その他

## 月刊誌時代の卓球レポート
月刊誌「卓球レポート」は、1957年（昭和32年）9月に創刊。初期のサイズはB5で、タイプガリ版6ページ。誌代は無料で送料が年間100円だった。創刊時の名称は「バターフライ・レポート」で、1958年9月に「卓球レポート」に改称した。卓球界では通称として「卓レポ」や「レポート」と呼ばれていた。
卓球レポートは、田舛彦介の「指導者のいない中学生や高校生のための、よい指導書を作りたい」という思いから創刊され、その当時としては珍しかった連続写真を用いた技術解説や、世界チャンピオンやトップクラスの指導者らによる戦術紹介などを展開。「強くなる卓球専門誌」というテーマを掲げ、長らく卓球の指南書として親しまれた。
書店での流通は行っていなかったため、購読は卓球専門店やスポーツ店で購入するか、タマスに直接申し込む方式を取っていた。現在は在庫の残っているバックナンバーのみ購読可能となっている。
卓球用品メーカーであるタマスが発行していた卓球専門誌のため、文中にバタフライ製以外の商品名は登場しない。紹介する選手の使用用具がバタフライ製以外の場合、裏ソフト、表ソフト、合板シェークといった表記がなされていた。
休刊直前の定番企画は、概ね次の通り。
- 巻頭カラー特集
- 戦型別ステップアップレッスン
- 水谷隼の卓球
- 吉村真晴の攻撃卓球
- 岸川聖也の今日から使えるレシーブ術
- 邱建新の卓球論
- トップ選手に見るサービスの掟
- 上達の道しるべ
- 基本を育む必修ドリル
- こんなときどうする？
- 山際トレーニングメソッド
- 挑戦　スポーツメンタル
- The GRIP
- ガンちゃんの卓レポ講習会だより
- レディース卓球24時
- ルールのお悩み相談室
- なんでもQ&A
- トピックス
- 大会報道／大会記録
- 主要大会カレンダー
- スコアボード
- 世界ランキング
- 読者の声
- 全国の卓球用品店